# Travel Channel
Travel Channel es un canal de televisión por suscripción estadounidense que transmite las 24 horas del día, llegando a 95 millones de hogares. El canal se especializa en documentales y series de viajes y comida alrededor del mundo. La sede principal del canal está en Nueva York, Estados Unidos. 

## Historia
El canal fue lanzado por Trans World Airlines el 1 de febrero de 1987, presuntamente para patrocinio. Después fue vendida a Landmark Media Enterprises, la misma dueña de The Weather Channel y después, Discovery compró el 70% en 1997 y el resto en 1999. En mayo de 2007 Discovery Communications vendió a Travel Channel a Cox Communications. Actualmente es propiedad de Scripps Networks Interactive (65%) y 35% de Cox Communications y distribuido bajo el nombre de Discovery Networks.
El 14 de enero de 2008 se lanzó Travel Channel HD en 1080p y 16:9.
El 5 de noviembre de 2009 Scripps Networks pagó 1.1 mil millones por el 65% de las acciones.